# Geophis juliai
Geophis juliai este o specie de șerpi din genul Geophis, familia Colubridae, descrisă de Pérez-higareda, Smith și López-luna în anul 2001. A fost clasificată de IUCN ca specie vulnerabilă. Conform Catalogue of Life specia Geophis juliai nu are subspecii cunoscute.